# Podłokietnik

Podłokietniki przy fotelu

Podłokietniki – boczne poręcza mebla do siedzenia, służące do opierania łokci. Podłokietniki bywają tapicerowane, połączone są często z siedziskiem mebla i oparciem.
Rodzaje mebli z podłokietnikami: fotel, sofa, szezlong.